# I'm With You (álbum)
I'm with You —en español: Estoy contigo— es el décimo álbum de estudio de la banda de rock estadounidense Red Hot Chili Peppers, lanzado en Europa el 26 de agosto de 2011 y posteriormente en Estados Unidos y alrededor del mundo el 30 de agosto de 2011. Debutó en la posición #1 del Billboard 200. Producido por Rick Rubin, es el primer disco de estudio con el guitarrista Josh Klinghoffer, reemplazando a John Frusciante, quien abandonó la banda en 2009. Su anterior disco, Stadium Arcadium, fue lanzado en 2006. Según dijo el cantante Anthony Kiedis, "no hay dudas, esto es un comienzo." Chad Smith, baterista de la banda, agregó: "esta es una nueva banda. El mismo nombre, pero es una nueva banda", mientras que Flea comentó, "es como un renacimiento muy significante y rejuvenecedor para nosotros."
Se extrajeron cuatro sencillos de este álbum: «The Adventures of Rain Dance Maggie», «Monarchy of Roses», «Look Around» y «Brendan's Death Song». «Did I Let You Know» fue lanzado como sencillo pero solamente en Brasil.
Se estima que el álbum vendió cerca de tres millones de copias en todo el mundo, lo que significa un importante descenso de ventas en comparación a su anterior trabajo Stadium Arcadium (casi 10 millones de copias vendidas). Igualmente, I'm with You fue considerado el octavo mejor disco del 2011 por la revista Rolling Stone e incluso obtuvo una nominación en los Premios Grammy en la categoría Mejor Álbum de Rock.

## Antecedentes
En agosto de 2007, al finalizar la gira mundial de Stadium Arcadium (2006), la banda se tomó un receso de un año, que luego se prolongó a dos años. El bajista Flea comenta "Hablé con todos acerca de eso y algunas personas son más propensas que otras. [...] Yo realmente me sentía como si quisiera tomarme dos años libres para mirar y ver si continuar con la banda era algo que debíamos seguir haciendo. Las cosas se habían vuelto disfuncionales y no divertidas.". En ese tiempo, Flea estudió teoría musical en la Universidad del Sur de California, el baterista Chad Smith grabó y se fue de gira con el supergrupo de hard rock, Chickenfoot, mientras que el guitarrista John Frusciante grabó y lanzó su décimo disco solista, The Empyrean. Según el vocalista Anthony Kiedis, hubo una decisión conjunta de "no hacer nada relacionado con los Red Hot Chili Peppers durante al menos un año. [...] Comenzamos en 1999, con la elaboración y grabación de Californication, y no nos detuvimos hasta la gira que finalizó este año. Estamos emocional y mentalmente agotados al final de esa carrera." Durante el receso impuesto por la banda, el guitarrista John Frusciante la abandonó por segunda vez, declarando que "no hubo drama ni ira involucrada, y los demás lo comprendieron muy bien. Ellos me apoyan en que pueda hacer lo que me haga feliz, y eso nos lleva por diferentes caminos." En cuanto a la salida de Frusciante, Flea cuenta, "él ya no quería ser más uno de los Red Hot Chili Peppers. Realmente quería hacer lo que quería hacer, por su cuenta, sin tener que lidiar con la dinámica de una banda, nuestra dinámica de banda."
Tras la salida de Frusciante, Kiedis dijo que tanto él como Flea, "tuvieron este sentimiento intuitivo. No estábamos acabados. Queríamos mantener a los Red Hot Chili Peppers si podíamos hacerlo de una forma que confirmara históricamente lo que habíamos logrado. [...] Hubo algunas conversaciones interesantes sobre esto, tenemos que tratar de encontrar a alguien que no conocemos, o tal vez hay alguien justo al lado nuestro que es la solución perfecta?" Flea habla del eventual regreso de la banda, diciendo que, "para mi, lo más grande que tuvo este tiempo libre, y lo que realmente hizo que yo quisiera seguir con la banda, específicamente después de que John decidiera que no iba a seguir, fue que me di cuenta de que Anthony, hombre, él es mi hermano, lo quiero mucho, y comenzamos esta banda cuando eramos niños. Quiero que siga funcionando, nunca querría dejarla atrás."
Frusciante fue posteriormente sustituido por su amigo y frecuente colaborador Josh Klinghoffer, quien había estado tocando junto a la banda en el tramo final de la gira de Stadium Arcadium. En cuanto a la entrada de Klinghoffer a la banda, Smith comenta, "lo conocemos desde hace mucho tiempo. Es muy talentoso, listo, guapo. Encaja a la perfección, lo cual es algo bueno," y luego comenzó: "No podríamos haber pedido una mejor persona con quien hacer música." Tras unirse a la banda a fines de 2009, Klinghoffer comenzó a escribir e improvisar con la banda el 12 de octubre; el mismo día que su amigo y autobiógrafo Brendan Mullen falleció. Según Flea, "fue un momento conmovedor para nosotros. Era una cosa emocional."
Posteriormente Klinghoffer hizo su debut en vivo con la banda el 29 de enero de 2010, tocando un cover de la canción de Neil Young, "A Man Needs a Maid", en el evento MusiCares en honor a Young. Antes del evento, Chad Smith señaló, "es la primera vez que tocamos en vivo con Josh, los cuatro juntos, así que ha sido una noche muy emocionante para él. [...] Lo estamos tomando despacio. Una canción a la vez." Flea comentó sobre el impacto de Josh en la banda, diciendo que "a través del tiempo se va revelando como la mejor persona que podríamos haber conseguido. Y como John Frusciante es un músico muy poderoso y dejó una marca importante en nuestra banda y le dio mucho como escritor, guitarrista, una parte seria de esta banda, que nadie podría reemplazar a John. Nadie va a llegar y hacer lo que John. Pero Josh vino y hace lo que Josh hace, y lo hace de una manera hermosa."

### Grabación y producción
El álbum fue producido por Rick Rubin, en los Cello Studios de Los Ángeles; el mismo estudio en el cual la banda grabó Californication, y en los EastWest Studios y Shangri La Studios. Las sesiones de grabación del álbum se extendieron desde septiembre de 2010 hasta marzo de 2011. Según Rubin, la banda grabó tanto material como para lanzar un segundo álbum doble, siguiendo a Stadium Arcadium (2006), pero al final decidieron no hacerlo. Rubin señala, "fue doloroso no compartir todo el material que teníamos, pero sentimos que sería demasiado. Realmente queríamos que fueran doce canciones pero terminaron siendo catorce justamente porque no podíamos decidirnos cuales serían esas doce". En cuanto a la decisión de la banda de trabajar con Rubin nuevamente, Chad Smith cuenta, "tenemos una gran relación de trabajo con él. Ha estado trabajando con nosotros durante veinte años. Sentimos que es el quinto Chili Pepper. Es alguien a quien queremos y en quien confiamos".

### Escritura y composición
Según el baterista Chad Smith, la banda "compuso un montón de canciones" durante diez meses, desde el 12 de octubre de 2009 hasta agosto de 2010. Smith cuenta, "cada disco es una foto instantánea de dónde nos encontramos en ese tiempo de nuestras vidas como banda y como personas. Siempre ha sido de esa manera." Flea dijo que la banda escribió alrededor de 60 canciones para el nuevo disco y que esto les llevó alrededor de nueve meses antes de entrar al estudio con Rick Rubin.
Tras la salida del guitarrista John Frusciante, y la llegada de Josh Klinghoffer, el cantante Anthony Kiedis comentó, antes del lanzamiento del álbum, que "siempre va a cambiar la química y el sentimiento de la música cuando una fuerza creativa como John Frusciante se va. Él fue algo único para nuestro sonido, pero ahora pienso que también es fresco y excitante tener una nueva e increíble mente musical trabajando junto a nosotros. Seguimos siendo los Red Hot Chili Peppers, pero también debemos adaptarnos y darle la bienvenida a nuevas oportunidades. Después de todo, así fue como sobrevivimos a lo largo de los años." El productor Rick Rubin comentó acerca de la llegada de Klinghoffer a la banda, diciendo que, "Josh es fantástico. Él tocó junto a John Frusciante por muchos, muchos años y también salió de gira con los Chili Peppers antes, así que en parte es una extensión de la familia. Estilisticamente él es muy cercano a John pero tiene un viaje completamente diferente. Suena como los Red Hot Chili Peppers que nunca antes escuchaste." Flea remarca, "Josh es un músico muy sutil y no está tanto con un gran riff - toca de una forma más sutil, sublime, de textura poética. Estamos reaccionando ante él, y nos hace tocar diferente, así que estamos yendo por un camino diferente, y es genial. Seguimos sonando como los Red Hot Chili Peppers, pero es totalmente diferente."
Kiedis comentó sobre el proceso de escritura en general, señalando que "este álbum es parte de una evolución. Antes, algunos de nuestras improvisaciones eran como toca-y-vete. En esta grabación, un buen número de canciones fueron pensadas de una forma que nunca antes se había hecho. Esto es, que con los nuevos conocimientos de teoría musical de Flea, exploramos el proceso de escritura con mayor precisión." Durante el receso de la banda, el bajista Flea tomó clases de teoría musical en la Universidad del Sur de California, aprendiendo piano durante ese tiempo. Según Kiedis, las contribuciones de piano de Flea en I'm with You adicionan "una dinámica completamente nueva" al sonido de la banda. Según Flea, Klinghoffer también compuso canciones en piano para el disco: "Empecé a escribir canciones en piano para este disco y Josh también compuso canciones en piano y las tradujo a [una] banda de rock. Tiene un tipo de sensación diferente, algo más líquido, sentimiento poético es la mejor forma en que lo puedo describir."
Según la banda, "Brendan's Death Song" fue la primera canción que compusieron para el álbum, con partes de "Annie Wants a Baby", compuesta el mismo día. El primer tema del disco, "Monarchy of Roses", que es una canción más oscura y una mezcla de funk y disco fue compuesta y grabada bajo el nombre temporal de "Disco Sabbath". Otras canciones como "Did I Let You Know" hacen foco en el comentario social sobre el planeta mientras que "Police Station" es una pieza musical lenta y emocional que cuenta la historia del protagonista encontrándose con distintos viejos amigos en Los Ángeles, los cuales se han convertido en trágicas figuras desafortunadas. Kiedis rememora tiempos pasados de esos personajes sobre una expresiva y compleja progresión de acordes ejecutada por Klinghoffer. La última canción que compusieron fue "Even You Brutus?".

### Contenido lírico
Según Flea, "la vida y la muerte es el tema principal del disco."

### Influencias
Durante el proceso de composición, Flea dijo haber estado escuchando los discos de los Rolling Stones Exile on Main Street y Tattoo You de manera frecuente.
Según Flea, el álbum está influenciado en parte, por la música africana. Flea cuenta, "Nosotros siempre amamos la música africana. A lo largo de nuestra carrera tocamos algunos ritmos africanos, pero nunca pudimos capturarlos bien. Josh y yo viajamos a Etiopía con un grupo llamado Africa Express, organizado por Damon Albarn. Vimos música todas las noches e improvisamos junto a otros músicos. Etiopía es un gran país, un lugar hermoso. Así que hay un par de partes africanas en las nuevas canciones. Una se titula "Take Me Home" (finalmente Did I Let You Know) la cual realmente tiene un sentimiento africano, y la otra se llama "Ethiopia". Le estoy muy agradecido a Damon por llevarme allá. Realmente amplió el alcance de mi humanidad." Chad Smith también comenta sobre las influencias africanas en el nuevo álbum, declarando su amor por un álbum compilatorio titulado The Afrosound of Colombia, y dice que la canción, "Ethiopia", "puso una sonrisa en mi rostro."
Según declaraciones de la banda, el tema que abre el disco, "Monarchy of Roses", es una mezcla del estilo de Black Sabbath y Michael Jackson.

### Título del álbum
Cuando se hizo la hora de decidir el nombre del álbum Anthony comenzó a preparar una lista de títulos, sin embargo ninguno de ellos parecía capturar el espíritu del disco. Dijo que pensaba nombrarlo como una canción del álbum, pero Rubin le dijo que si lo hacía de esa forma era como si la banda no tuviera suficientes ideas. Un día antes de la fecha límite para encontrar un título, Josh escribió las palabras "I'm with You" en un trozo de papel y muy sutilmente se lo enseñó a Kiedis y el resto de la banda quienes inmediatamente se enamoraron con ese título. Klinghoffer dice que el título vino a él de la nada y explica que “Parece muy abierto, aproximado a lo que es la banda, lo que está haciendo la banda, cómo quiere ser relacionada esta grabación, o relacionada con qué.” Kiedis dice “Es abierto, y no hay ninguna connotación negativa. Es acogedor. La primera vez que escuché una mención de ninguno de nosotros, me dio la mejor sensación que te puedas imaginar. Sin saberlo, las noticias [del título del álbum] tuvieron aceptación en las radios, y un chico se acercó a mi, me dio un apretón de manos y dijo ‘I’m with you!’ Y eso fue como, ‘¿Por qué me estás diciendo eso? ¿Dónde lo escuchaste?’ Él dijo, ‘I’m with you!’ Y luego me di cuenta de que lo habría escuchado por la radio o algo así, y fue una gran sensación.” Este es el primer álbum desde el disco de 1989, Mother's Milk que no tiene una canción con el nombre del disco.

## Gira
En la primavera de 2011 (del hemisferio norte), la banda anunció sus primeras fechas de la gira en casi cuatro años. Estarán tocando en festivales en Hong Kong, Japón, Colombia, Costa Rica, Perú, Chile, Argentina y Brasil como parte de una gira mundial que se extendería hasta el año 2013 según el ingeniero de sonido de la banda, Dave Rat Se espera que la banda toque en Europa, Estados Unidos y Australia en 2012. Durante una entrevista con Triple M en junio de 2011, Flea dijo "“Seguro que vamos a tocar en Australia y no podemos esperar a estar allí. Amo Australia con mi corazón y la sangre australiana corre por mis venas.” Flea dijo que espera que la gira dure "por siempre" mientras que Anthony comenzó a hablar del nuevo álbum, “No puedo esperar a salir y cantar esto.”
El 17 de junio de 2011 se anunciaron oficialmente 16 recitales en Europa, que incluyen Alemania, Suecia, Dinamarca, Holanda, Francia, Austria, Italia, Suiza y España.

## Arte del disco
En una entrevista con SPIN magazine en junio de 2011, Chad confirmó que el controvertido artista británico, Damien Hirst sería el encargado de diseñar la portada del disco. El 5 de julio de 2011, la portada fue lanzada a través de la lista de correo de la banda. La portada muestra un fondo totalmente blanco y a una mosca sobre una píldora rosada y en esa píldora aparece el título del álbum; Anthony describe el arte de dicha portada del disco diciendo: “Es una imagen. Es arte. Nosotros no le dimos un significado pero está claramente abierto a la interpretación.”

## Lista de canciones
Todas las canciones escritas y compuestas por Red Hot Chili Peppers. 
| I'm with You |                                       |          |  |
| N.º          | Título                                | Duración |  |
| 1.           | «Monarchy of Roses»                   | 4:11     |  |
| 2.           | «Factory of Faith»                    | 4:20     |  |
| 3.           | «Brendan's Death Song»                | 5:38     |  |
| 4.           | «Ethiopia»                            | 3:50     |  |
| 5.           | «Annie Wants a Baby»                  | 3:40     |  |
| 6.           | «Look Around»                         | 3:28     |  |
| 7.           | «The Adventures of Rain Dance Maggie» | 4:43     |  |
| 8.           | «Did I Let You Know»                  | 4:21     |  |
| 9.           | «Goodbye Hooray»                      | 3:52     |  |
| 10.          | «Happiness Loves Company»             | 3:33     |  |
| 11.          | «Police Station»                      | 5:35     |  |
| 12.          | «Even You Brutus?»                    | 4:01     |  |
| 13.          | «Meet Me at the Corner»               | 4:21     |  |
| 14.          | «Dance, Dance, Dance»                 | 3:45     |  |

### Canciones no incluidas
Luego del lanzamiento de I'm with You, la banda confirmó que hubo una gran cantidad de canciones que no quedaron en el álbum y que serían lanzadas posteriormente. Luego, afirmaron que eran 17 los temas que no fueron incluidos y que irían publicando en su cuenta de YouTube dos por mes a partir de agosto de 2012. Para esa fecha se lanzaron las dos primeras canciones: "Strange Man" y "Long Progression". Un mes más tarde, salieron "Magpies on Fire" y "Victorian Machinery". Luego "Never Is a Long Time" y "Love of Your Life". "The Sunset Sleeps" y "Hometown Gypsy" salieron a la luz en noviembre de 2012 para que luego recién en enero de 2013 se publicara otro par de canciones: "Pink as Floyd" y "Your Eyes Girl". En febrero, solo se lanzó la pista "In Love Dying" y  finalmente en julio de 2013 se lanzaron las últimas seis canciones: "Catch My Death", "How It Ends", "This Is the Kitt", "Brave From Afar", "Open/Close" y "Hanalei". Todas las canciones incluidas, fueron lanzadas en un vinilo el 23 de julio de 2013 bajo el nombre I'm Beside You.
| Canción                | Duración |
| ---------------------- | -------- |
| "Strange Man"          | 3:36     |
| "Long Progression"     | 3:58     |
| "Magpies on Fire"      | 3:44     |
| "Victorian Machinery"  | 4:06     |
| "Never Is a Long Time" | 2:46     |
| "Love of Your Life"    | 4:06     |
| "The Sunset Sleeps"    | 3:58     |
| "Hometown Gypsy"       | 4:02     |
| "Pink as Floyd"        | 4:54     |
| "Your Eyes Girl"       | 5:08     |
| "In Love Dying"        | 8:05     |
| "Catch My Death"       | 4:21     |
| "How It Ends"          | 3:45     |
| "This Is the Kitt"     | 4:27     |
| "Brave From Afar"      | 3:47     |
| "Open/Close"           | 4:41     |
| "Hanalei"              | 4:26     |

## Personal
Red Hot Chili Peppers
- Anthony Kiedis – Voz
- Josh Klinghoffer – guitarra, teclado, percusión, coros (bajo en "Happiness Loves Company")
- Flea – bajo (excepto en "Happiness Loves Company"), piano, trompeta
- Chad Smith – Batería, percusión

Personal de grabación
- Rick Rubin – producción
- Andrew Scheps – mezclado
- Greg Fidelman – mezclado
- Vladimir Meller – masterización

Personal adicional
- Clara Balzary – fotografía promocional
- Damien Hirst – dirección de arte

## Historial del lanzamiento
| Región         | Fecha                | Formato              |
| -------------- | -------------------- | -------------------- |
| Alemania       | 26 de agosto de 2011 | CD, descarga digital |
| Irlanda        | 26 de agosto de 2011 | CD, descarga digital |
| Holanda        | 26 de agosto de 2011 | CD, descarga digital |
| Reino Unido    | 29 de agosto de 2011 | CD, descarga digital |
| Estados Unidos | 30 de agosto de 2011 | CD, descarga digital |